# Šimljanica
Šimljanica is een plaats in de gemeente Berek in de Kroatische provincie Bjelovar-Bilogora. De plaats telt 165 inwoners (2001).